# Mittelschmerz
Bei dem Mittelschmerz oder Intermenstrualschmerz handelt es sich um einen zur Zyklusmitte (etwa 14 Tage vor Beginn der nächsten Menstruation) auftretenden Schmerz während der Ovulation (Eisprung), den nur ein Teil der Frauen – und auch dann nur unregelmäßig – empfindet. Er kann ein bis zwei Tage vor dem Eisprung auftreten oder als Folge des Follikelsprungs. Der Schmerz selbst wird sehr unterschiedlich beschrieben: kurz oder länger anhaltend, stechend oder ziehend, von einem leichten Zwicken bis zu starken Krämpfen, meist jedoch einseitig im Unterbauch lokalisiert.
Die Schmerzursache ist individuell unterschiedlich. Möglich sind eine Bauchfellreizung durch die den Follikelsprung begleitende Blutung, oder ein Schmerz durch den vergrößerten sprungreifen Follikel selbst. Der Mittelschmerz ist nicht als Indikator bei der natürlichen Familienplanung geeignet. Ein fehlender Mittelschmerz ist nicht automatisch als Zeichen eines fehlenden Eisprungs zu werten.
Der deutsche Terminus „Mittelschmerz“ ist ein Internationalismus und als medizinischer Fachbegriff über die Grenzen des deutschen Sprachgebiets hinaus gebräuchlich.

## Differentialdiagnose
Differentialdiagnostisch kommen bei rechtsseitigen Schmerzen im Unterbauch auch andere Ursachen in Frage, etwa Appendizitis, Adnexitis, Morbus Crohn, Colitis ulcerosa, Tubaria, Nephrolithiasis, Cholezystolithiasis, Gastroenteritis, Lebensmittelintoxikation. Bei linksseitigen Schmerzen sollte man auch eine Divertikulitis in Betracht ziehen (eher bei älteren Patientinnen).